# Čika Ljubina
La rue Čika Ljubina (en serbe cyrillique : Чика Љубина) est une rue de Belgrade, la capitale de la Serbie, située dans la municipalité urbaine de Stari grad.

## Parcours
La rue Čika Ljubina, au centre de la capitale serbe, naît à la hauteur du Trg republike (la « place de la République »). Elle s'oriente vers le nord-ouest et laisse sur sa droite les rues Laze Pačua et Marka Leka puis croise la rue Zmaj Jovina. Elle oblique plus à l'ouest et, après avoir laissé sur sa droite l'Akademski plato, elle débouche dans la rue Knez Mihailova, au niveau du croisement de cette artère avec la rue Đure Jakšića.

## Éducation et culture
La Faculté de philosophie de l'université de Belgrade, dont l'origine remonte à 1838, se trouve aux n° 18-20. À la même adresse se trouvent aussi l'Institut de pédagogie et de formation des adultes et l'Institut d'histoire de l'art.
L'Institut Cervantes de Belgrade est situé au n° 19,.

## Santé
Une pharmacie de la chaîne Lilly drogerie est ouverte au n° 6.

## Économie
Un restaurant Grof se trouve au n° 10 de la rue. L'Hostel Backpackers Lounge, qui fait partie de la chaîne LoungeHotel, est situé à la même adresse. L'Hostel Three Black Cats est situé au n° 7.
Un supermarché Maxi est situé au n° 8.
Parmi les enseignes implantées dans la rue, on peut citer, au n° 6, une boutique de la maison de mode Balašević fashion, un magasin Nike Kids et un comptoir de la chaîne de restauration rapide Hleb i kifle (« Pains et petits pains ») ; au n° 7 se trouve une boutique de produits de beauté de la chaîne Jasmin, au n° 9, un Costa Coffee et une succursale de l'entreprise postale DHL Internationale, au n° 16, une boutique de vêtements Sting Urban Store. Au n° 15, on y trouve aussi un magasin distribuant les appareils de Bang et Olufsen.